# Statua di Edward Colston
La Statua di Edward Colston (Statue of Edward Colston) è una statua di bronzo di Edward Colston, un mercante bristoliano e commerciante di schiavi nella rotta dell'Atlantico (1636–1721). Fu creata nel 1895 dallo scultore irlandese John Cassidy e un tempo si ergeva su un piedistallo di pietra di Portland in un parco pubblico di Bristol noto come "The Centre" ("Il centro"), finché non fu rovesciata dai manifestanti contro il razzismo nel 2020.
Nonostante fosse stata classificata di Grado II nel 1977, la statua è stata comunque oggetto di controversie dato che la fortuna di Colston si deve almeno in parte al suo coinvolgimento nell'organizzazione della tratta di schiavi nell'Atlantico, come alto dirigente della Royal African Company. La statua venne eretta per commemorare la sua reputazione di filantropo a Bristol. Dagli anni 1990 in poi il dibattito sulla moralità della glorificazione di Colston si intensificò. Nel 2018, un progetto del consiglio cittadino di Bristol per aggiungere una seconda targa per contestualizzare meglio la statua e riassumere il ruolo di Colston nel traffico di schiavi portò a una formulazione concordata e a una targa fusa pronta per l'installazione. La sua installazione venne vietata nel marzo del 2019 dal sindaco di Bristol, Marvin Rees, che promise una riformulazione della targa che non avvenne mai.
Il 7 giugno 2020, la statua fu rovesciata dal piedistallo, deturpata e gettata nel porto bristoliano durante le proteste per George Floyd legate al movimento Black Lives Matter. Inoltre il piedistallo venne ricoperto di graffiti, ma questo rimase al suo posto. La scultura fu recuperata dal porto e messa in magazzino dal consiglio cittadino di Bristol l'11 giugno 2020, per poi essere esposta ricoperta dai graffiti nel museo M Shed per un certo periodo nel giugno del 2021. Quattro persone che contribuirono a rovesciare la statua dal suo piedistallo non vennero dichiarate colpevoli di danno penale da una giuria nel gennaio del 2022.

## Descrizione

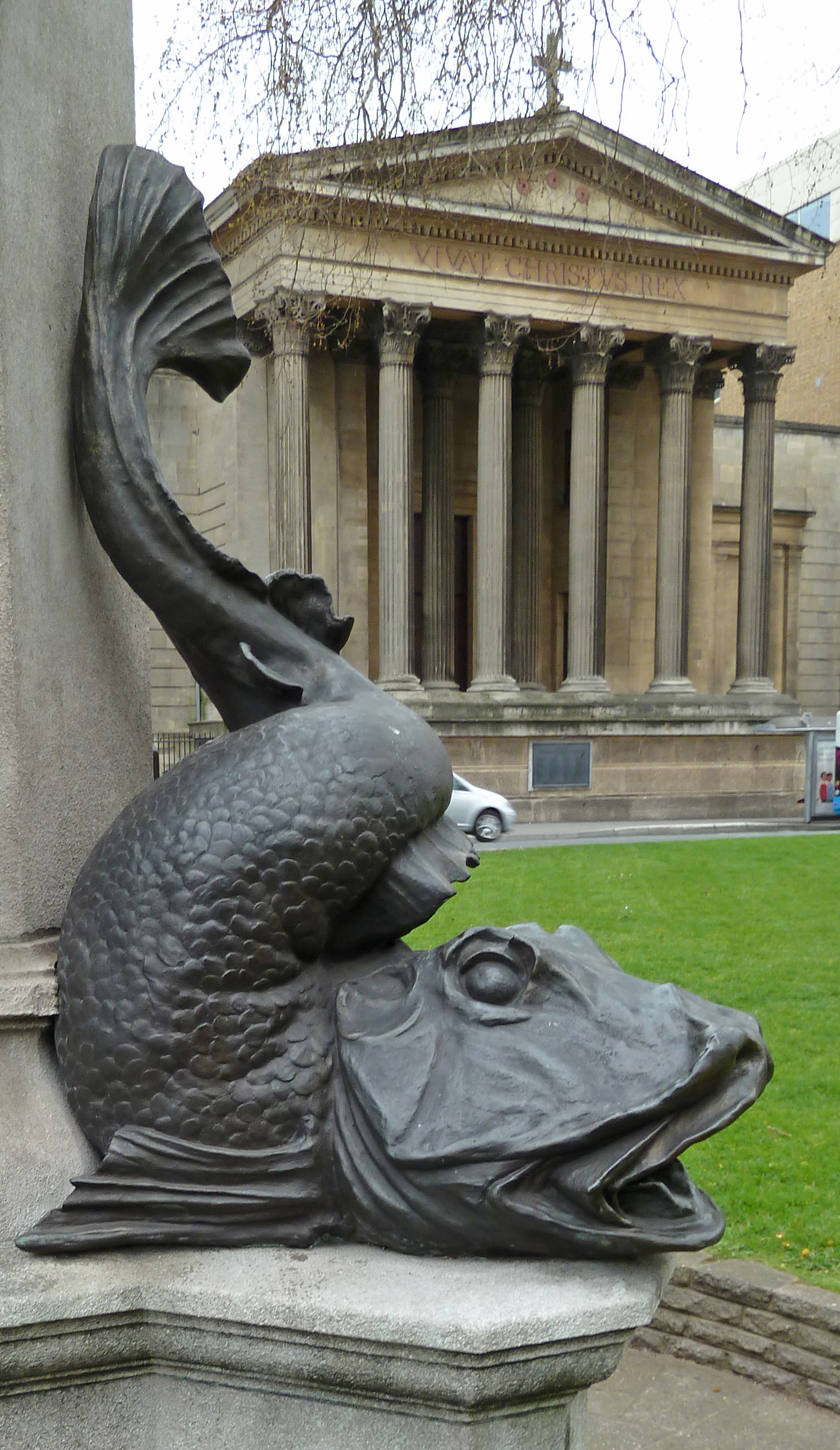
Un dettaglio di uno dei delfini.

In origine il monumento consisteva di una statua bronzea di Edward Colston di 2,64 metri su un piedistallo alto 3,20 m. La scultura ritrae Colston con una parrucca, una giacca di velluto, un panciotto di raso e dei calzoni tipici del suo periodo. Il basamento è fatto di pietra di Portland ed è adornato con delle targhe di bronzo e, ad ogni angolo, una figura di un delfino. Delle quattro targhe (una per ogni faccia del piedistallo), tre sono dei rilievi nello stile dell'Art Nouveau: due di questi ritraggono delle scene della vita di Colston e il terzo presenta una fantasia marittima. La targa nel lato sud contiene le parole: "Eretto dai cittadini di Bristol come memoriale per uno dei figli più virtuosi e saggi della loro città 1895 D.C." e "John Cassidy fecit" ("John Cassidy fece [questo]").

## Storia
La statua, progettata dallo scultore irlandese John Cassidy, fu innalzata nell'area oggi nota come The Centre nel 1895 per commemorare la filantropia di Edward Colston. A proporre l'idea fu James Arrowsmith, il presidente della Anchor Society, nell'ottobre del 1893; questo, nel marzo del 1894, portò alla nomina di un comitato per raccogliere dei fondi. Secondo Tim Cole dell'università di Bristol, la statua di Colston fu proposta in risposta alla vicina erezione di un'altra statua a Bristol, che ritrae Edmund Burke, che era stato critico sul coinvolgimento della città nella tratta degli schiavi, sostenendo una tassazione più equa, e disapprovava l'atteggiamento prepotente del governo britannico nei confronti delle sue colonie.
Due appelli a degli enti di beneficenza legati a Colston raccolsero 407 sterline per il costo della statua. Degli altri fondi, per un totale di 650 sterline, furono raccolti attraverso degli appelli pubblici dopo l'inaugurazione, tra i quali un contributo della Society of Merchant Venturers. Al comitato furono proposti trentatré modelli di vari scultori, tra i quali fu scelto quello di Cassidy. La statua fu svelata dal sindaco, Howell Davies, e dal vescovo bristoliano, Charles Ellicott, il 13 novembre del 1895, una data che divenne nota come "giorno di Colston" (Colston Day) nella città.
Il 4 marzo 1977 fu classificata di Grado II nella lista dei monumenti inglesi. Historic England descrisse la scultura definendola "bella" e commentando che "il contrasto di stili che ne risulta è gestito con fiducia". Inoltre venne notato che la scultura presenta un buon valore di gruppo con degli altri memoriali, come la statua di Edmund Burke, il cenotafio e una fontanella che commemora la mostra dell'Industria e delle Belle Arti del 1893.

### XX secolo
La statua iniziò ad essere controversa dalla fine del ventesimo secolo, quando divennero più note le attività di Colston come commerciante importante di schiavi. H. J. Wilkins, che aveva scoperto le sue attività di commercio di schiavi nel 1920, commentò che "non possiamo immaginarlo giustamente se non contro la sua storia". Il coinvolgimento di Colston nel traffico di schiavi precedette il movimento abolizionista in Gran Bretagna, e avvenne in un'epoca nella quale "la schiavitù era condonata in Inghilterra - anzi, per tutta l'Europa - dagli uomini di chiesa, gli intellettuali e le classi colte". Dagli anni 1990, delle campagne e delle petizioni chiesero la rimozione della statua.
Nel 1992, la statua fu raffigurata nell'installazione Commemoration Day di Carole Drake, facente parte della mostra Trophies of Empire all'Arnolfini, una galleria in un ex-magazzino di tè nel porto bristoliano. L'installazione di Drake combinava una replica della statua che oscillava sopra dei crisantemi appassiti, uno dei fiori preferiti da Colston, di fronte a una fotografia proiettata con delle alunne alla Colston School che coprivano la sua statua con dei fiori nel 1973 e l'audio dell'inno scolastico Rejoice ye pure in heart ("Gioisci, puro di cuore"). Nel catalogo di Trophies of Empire del 1994, Drake descrisse la sua opera come
Nel gennaio del 1998, sulla base della scultura venne scritto "SLAVE TRADER" ("COMMERCIANTE DI SCHIAVI") con la vernice. Il consigliere comunale bristoliano Ray Sefia disse: "Se in questa città vogliamo glorificare il commercio di schiavi, allora la statua dovrebbe rimanere. Sennò, la statua dovrebbe essere contrassegnata da una targa che lo indichi come commerciante di schiavi o essere abbattuta."

### XXI secolo
Nel 2014, in un sondaggio sul quotidiano locale Bristol Post, il 56% dei 1100 intervistati affermò che la statua doveva rimanere, mentre il 44% voleva che venisse tolta. Degli altri chiesero che sulla sua statua venisse apposta una targa commemorativa che ricordasse le vittime dello schiavismo. Il primo sindaco eletto di Bristol, George Ferguson, affermò su Twitter nel 2013 che "le celebrazioni per Colston sono irragionevoli, qualcosa alla quale io non prenderò parte!" Nell'agosto del 2017, una targa commemorativa non autorizzata dello scultore Will Coles venne apposta sul piedistallo della scultura: questa dichiarava che Bristol era la "capitale della tratta atlantica degli schiavi 1730–1745" e commemorava "i 12 milioni di schiavi dei quali 6 milioni morirono come prigionieri". Coles affermò che il suo intento era quello di "provare a far pensare la gente". La targa fu rimossa dal consiglio comunale di Bristol nel mese di ottobre dello stesso anno. Nel 2018, Thangam Debbonaire, deputata laburista per Bristol West, scrisse al consiglio comunale bristoliano chiedendo la rimozione della statua.
Un'installazione artistica non ufficiale apparve di fronte alla scultura il 18 ottobre 2018 in occasione del giorno contro la schiavitù nel Regno Unito. Raffigurava circa cento figure supine disposte come in una nave negriera, sdraiate come se fossero un carico, circondato da un bordo che elencava dei lavori svolti tipicamente dagli schiavi dei tempi moderni come "raccogli-frutta" o "estetista di unghie"; l'installazione rimase per alcuni mesi. I cartellini attorno alla prua della nave dicevano "qui ed ora" (here and now). Un altro intervento artistico consistette in una palla al piede attaccata alla statua.

#### Progetto per l'aggiunta di una seconda targa

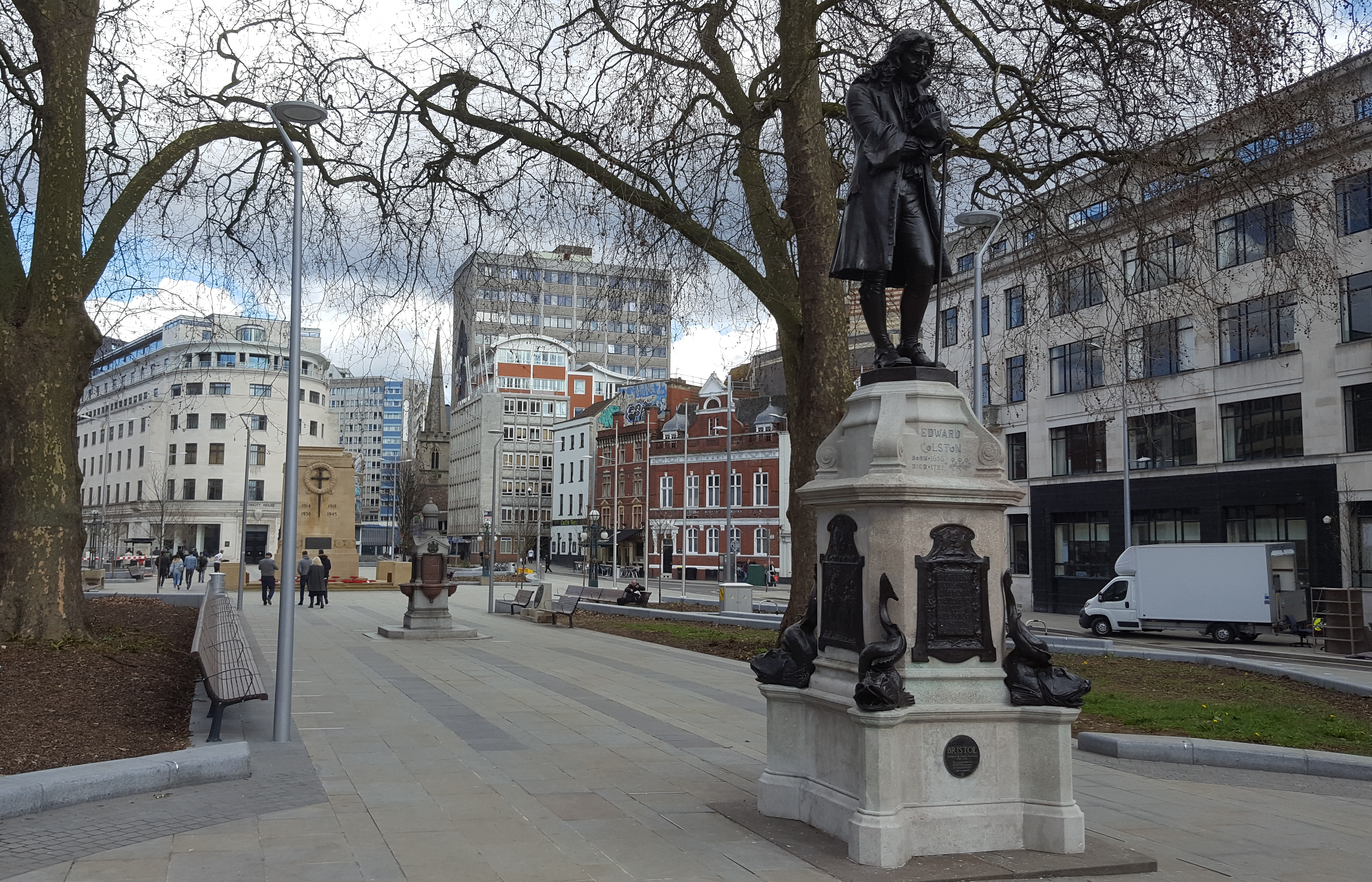
La scultura nel 2018.

Nel luglio del 2018, il consiglio comunale bristoliano, che era responsabile della statua, presentò una domanda di pianificazione per aggiungere una seconda targa che potesse "aggiungere delle conoscenze pubbliche riguardo Colston", includendo la sua filantropia e il suo coinvolgimento nel commercio di schiavi, anche se la formulazione iniziale fu oggetto di critiche notevoli ed ebbe luogo una riformulazione. La formulazione iniziale della seconda targa menzionava il ruolo di Colston nel traffico di schiavi, il suo breve incarico come deputato dei tory a Bristol, e criticava la sua filantropia definendola selettiva a livello religioso:
Dei membri del pubblico che commentarono la domanda di pianificazione si opposero alla formulazione iniziale immaginata per la targa, ed uno la definì una "stroncatura" su Colston. Un consigliere conservatore di Bristol definì la formulazione proposta all'inizio "revisionista" e "storicamente ignorante". Una seconda versione, co-scritta da Madge Dresser (un professore associato di storia all'università di Bristol) venne proposta dal consiglio nell'agosto del 2018, dando una breve descrizione della filantropia di Edward Colston, il suo ruolo nella tratta degli schiavi e il suo periodo come deputato, notando come oggi sia considerato controverso. La formulazione fu curata da un ex-curatore alla galleria d'arte bristoliana, che creò una terza proposta che fu sostenuta da altri membri del pubblico. Tuttavia, fu criticata da Dresser, secondo il quale questa era una versione "sanificata" della storia, sostenendo che le parole usate minimizzavano il ruolo di Edward Colston, omettevano il numero di bambini schiavi e si focalizzavano sugli africani dell'ovest come gli schiavisti originari. Tuttavia, la formulazione fu concordata successivamente e la targa bronzea fu fusa con le parole seguenti:
Tuttavia, dopo che la targa venne fabbricata, la sua installazione fu vietata nel marzo del 2019 dal sindaco di Bristol, Marvin Rees, che criticò la Society of Merchant Venturers per la riscrittura. Una dichiarazione dell'ufficio del sindaco la definì "inaccettabile", affermando che Rees non era stato consultato, e promise di continuare a lavorare su una seconda targa. Dopo l'abbattimento della statua nel giugno del 2020, la Society of Merchant Venturers dichiarò che era "inappropriato" per la società l'essere stata coinvolta nella riformulazione della targa nel 2020.

## Abbattimento

Il tragitto della scultura dal luogo dove si trovava fino al porto di Bristol.

Il 7 giugno del 2020, durante le proteste in tutto il mondo in seguito alla morte di George Floyd, la statua fu abbattuta dai manifestanti, i quali in seguito ci saltarono sopra. Questi la imbrattarono con della vernice rossa e blu e un manifestante pose il suo ginocchio sul collo della statua per alludere all'omicidio di Floyd da parte di un poliziotto bianco che premette il proprio ginocchio sul collo di Floyd per quasi nove minuti. Quindi la scultura venne fatta rotolare lungo la Anchor Road e gettata nel porto di Bristol. Poco prima, una petizione del consiglio per rimuovere la statua, inviata all'organizzazione di campagne in rete 38 Degrees, aveva ricevuto 11.000 firme.
Il soprintendente della Polizia di Avon e Somerset Andy Bennett affermò che la polizia aveva preso la "decisione tattica" di non intervenire e di aver lasciato che la statua venisse rovesciata, in quanto temevano che fermando i manifestanti avrebbero potuto portare a ulteriori violenze e rivolte. Inoltre la polizia affermò che questo gesto era un danno criminale e confermarono che ci sarebbe stata un'indagine per identificare le persone coinvolte, aggiungendo che stavano raccogliendo dei filmati dell'incidente.

### Reazioni

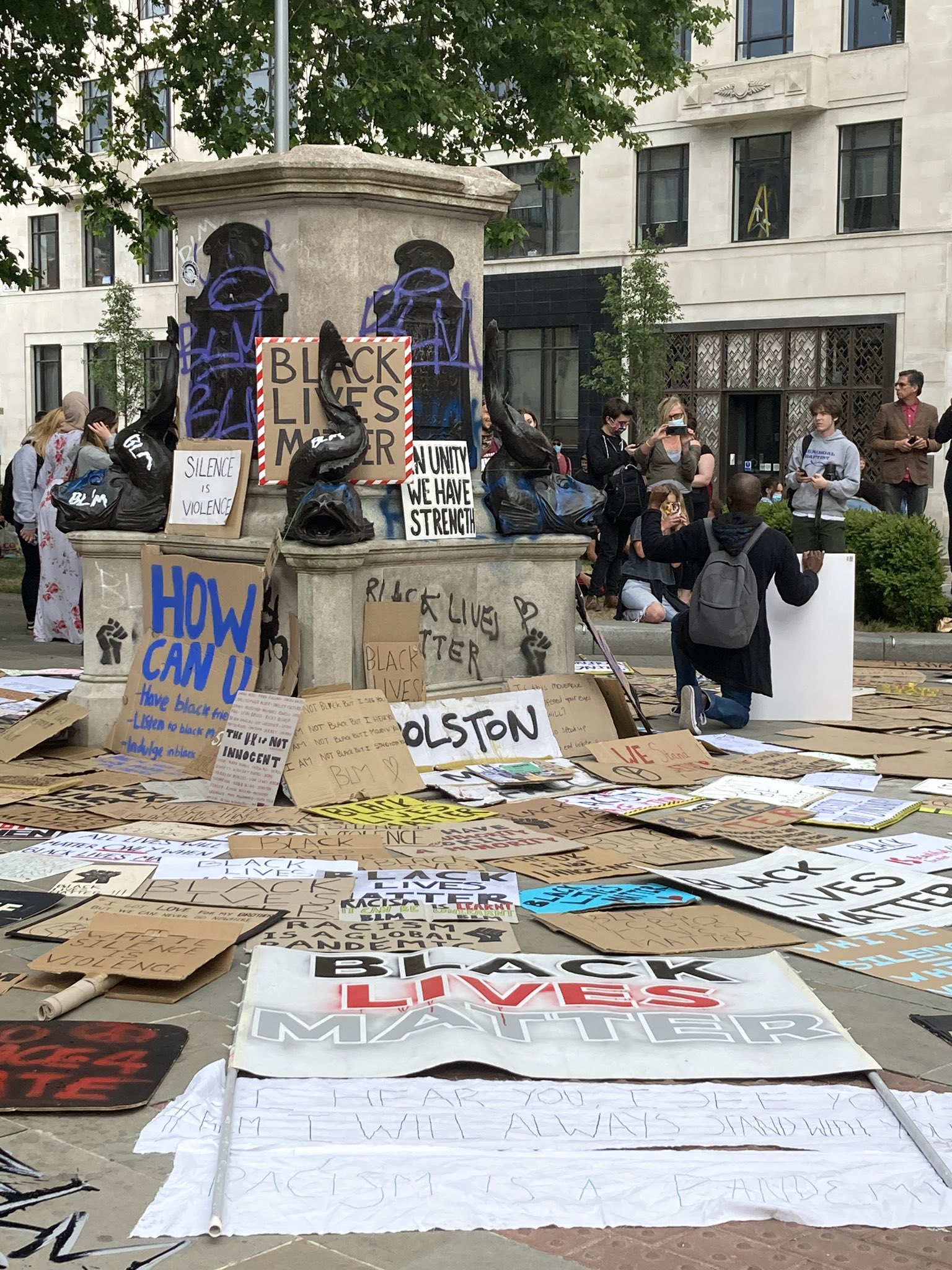
Il piedistallo vuoto, pieno di cartelli e graffiti.

Il 7 giugno 2020, la segretaria dell'interno, Priti Patel, definì l'abbattimento "assolutamente vergognoso", "del tutto inaccettabile" e "vandalismo puro". Ella aggiunse che "si pronuncia sui gesti di disordine pubblico che sono divenuti una distrazione dalla causa per la quale la gente manifesta." Il sindaco di Bristol, Marvin Rees, disse che quei commenti mostravano "una mancanza totale di comprensione".
L'8 giugno, Rees dichiarò che la statua era un affronto, e che egli non provava "alcun senso di perdita [per la sua rimozione]", ma che la statua sarebbe stata recuperata "prima o poi" e affermò: "È molto improbabile che la statua di Colston finirà in uno dei nostri musei." Lo storico e presentatore televisivo David Olusoga commentò che la statua avrebbe dovuto essere abbattuta prima, dicendo che "le statue dicono 'questo era un grande uomo che fece grandi cose'. Non è vero, egli [Edward Colston] era un commerciante di schiavi e un assassino."
Il sovrintendente della polizia Andy Bennett dichiarò inoltre che aveva capito che Colston era "un personaggio storico che ha causato parecchia angoscia per la comunità nera negli ultimi due anni", aggiungendo: "Anche se sono deluso dal fatto che la gente danneggi una delle nostre statue, capisco perché sia successo, è molto simbolico."
Rees fece una dichiarazione indicando che "è importante ascoltare coloro per i quali la statua rappresentava un affronto all'umanità e creare l'eredità di oggi sul futuro della nostra città, contrastando il razzismo e la disuguaglianza. Chiamo tutti a sfidare il razzismo e la disuguaglianza in ogni angolo della nostra città e ovunque lo vediamo." In un'intervista con Krishnan Guru-Murthy, egli disse: "Abbiamo la statua di qualcuno che ha fatto i suoi soldi lanciando la nostra gente in acqua... e adesso egli è sul fondale marino."
Un portavoce di Boris Johnson, il primo ministro, disse di "comprendere totalmente la forza del sentimento" ma insistette che avrebbe dovuto essere seguito il processo democratico, e che la polizia dovesse ritenere responsabili coloro che erano coinvolti nel gesto criminale.
Il capo laburista Keir Starmer disse che, se il modo nel quale la scultura era stata abbattuta era "del tutto sbagliato", questa sarebbe dovuta essere rimossa "tanto, tanto tempo fa". Aggiunse che "nella Gran Bretagna del XXI secolo, non puoi avere uno schiavista su una scultura. Quella statua avrebbe dovuto essere smontata correttamente, con il consenso, e messa in un museo."
La Society of Merchant Venturers, in una dichiarazione del 12 giugno 2020, affermò che "il fatto che [la scultura] sia andata è giusto per Bristol. Per costruire una città nella quale il razzismo e la disuguaglianza non esistano più, dobbiamo cominciare comprendendo il passato oscuro di Bristol e rimuovendo le statue, i ritratti e i nomi che celebrano un uomo che trasse beneficio dal commercio di vite umane."

### Recupero

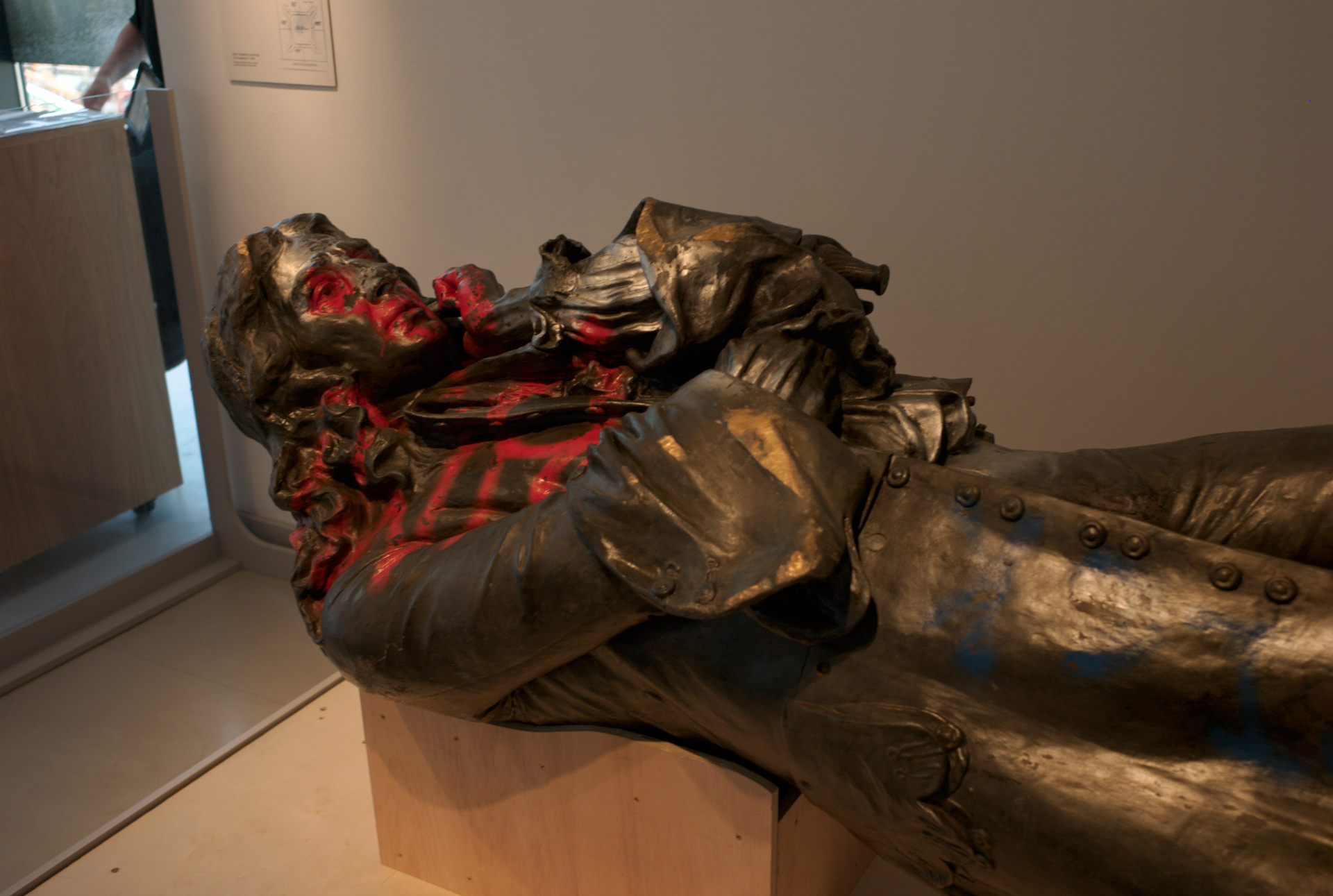
La scultura imbrattata esposta al museo M Shed.

Alle cinque del mattino dell'11 giugno del 2020, la statua fu recuperata dal porto bristoliano dal consiglio comunale. La scultura venne trovata ricoperta di fango e sedimenti del fondale del porto. Il consiglio concluse che la statua era stabile dal punto di vista strutturale, anche se aveva perso una coda della giacca, il bastone da passeggio ed era stata danneggiata sul suo lato sinistro e a un piede. I membri affermarono di aver pulito la statua per evitare la corrosione, e che avevano in mente di esporla in un museo senza rimuovere i graffiti e le corde poste dai manifestanti. Nel pulire la statua dal fango, la squadra dell'M Shed scoprì un numero del 1895 della rivista Tit-Bits contenente una data scritta a mano, 26 ottobre 1895, e i nomi di coloro che innalzarono la scultura. Dopodiché la statua fu esposta temporaneamente nel museo M Shed.

## Dopo l'abbattimento
Il giorno dopo l'abbattimento, l'8 giugno, una targa di cartone con il testo "Questa targa è dedicata agli schiavi che furono portati via dalle loro case" (This plaque is dedicated to the slaves that were taken from their homes) fu incollata sul piedistallo per coprire la targa commemorativa bronzea sul lato sud che descriveva Colston come un uomo "virtuoso e saggio".
Dopo che la Statua di Edward Colston fu rimossa, iniziò una petizione per erigere al suo posto una statua di Paul Stephenson. Questo ex-lavoratore di Bristol è un nero che fu di valido aiuto nel boicottaggio dei bus di Bristol nel 1963, ispirato da quello a Montgomery, che portò alla fine del divieto di lavoro ai neri allora legale nelle compagnie degli autobus di Bristol.
Sebbene il piedistallo sia rimasto vuoto, alcune sculture non ufficiali vi furono poste. L'11 luglio 2020, un manichino vestito come Jimmy Savile, un presentatore televisivo rivelatosi un pedofilo dopo la morte, apparve un piedistallo mentre reggeva un cartellone con la scritta "Nessuno di loro mi fermò e il vostro canone pagò per questo" (None of them stopped me, and your licence paid for it). Il manichino rimase sul piedistallo per un'ora circa, prima di essere rimosso. La mattina presto del 15 luglio 2020, una statua di Marc Quinn venne posta sul piedistallo vuoto senza il permesso delle autorità. La statua, intitolata A Surge of Power (Jen Reid) 2020, raffigura Jen Reid, una manifestante di Black Lives Matter, con un pugno alzato. Quinn la descrisse come "una nuova installazione pubblica e temporanea". Il consiglio comunale di Bristol rimosse la statua la mattina del 16 luglio e la riconsegnò a Quinn. Nell'estate del 2020, venne presentata una domanda di autorizzazione edilizia per l'installazione di A Surge of Power per due anni, poi respinta, presentata in appello nel marzo del 2021 e infine rifiutata nel novembre del 2021. Il 2 dicembre 2020, una figurina di Dart Fener apparve sul piedistallo, in quello che venne visto come un tributo all'attore David Prowse, che era nato a Bristol e morto il 29 novembre 2020.